# The Great Southern Trendkill
The Great Southern Trendkill är metalbandet Panteras åttonde studioalbum, utgivet 1996. Det blev som bäst fyra på Billboard 200.

## Låtlista
Samtliga låtar är skrivna av Pantera.
1. "The Great Southern Trendkill" - 3:46
2. "War Nerve" - 4:53
3. "Drag the Waters" - 4:55
4. "10's" - 4:49
5. "13 Steps to Nowhere" - 3:37
6. "Suicide Note, Pt. 1" - 4:44
7. "Suicide Note, Pt. 2" - 4:19
8. "Living Through Me (Hell's Wrath)" - 4:50
9. "Floods" - 6:59
10. "The Underground in America" - 4:33
11. "Sandblasted Skin (Reprise)" - 5:39